# Parapseudione lata
Parapseudione lata là một loài chân đều trong họ Bopyridae. Loài này được Shiino miêu tả khoa học lần đầu tiên vào năm 1958.